# Khulna
Khulna (en bengalí: খুলনা) es la tercera ciudad más grande de Bangladés, capital de la división del mismo nombre.
Otro nombre de Khulna es "la ciudad industrial" o Shilpa Nagori (en bengalí Shilpa significa industria y Nagori significa ciudad). Khulna fue la espina dorsal de la extinta Pakistán del Este. El único astillero del país se encuentra igualmente en Khulna. Uno de los mayores bosques del mundo, el "Sundarban" (que significa "jungla") y el segundo puerto marítimo en importancia del país situado en Mongla hace de Khulna una ciudad rica rodeada de industria y un gran emplazamiento natural.
En términos de educación, Khulna posee una de las mejores del país. Universidades de clase mundial para estudios de ingeniería o medicina. Existen muchas bibliotecas públicas.
Durante la guerra de liberación Khulna tuvo un papel principal debido a su proximidad con la frontera india. Muchos de los grandes líderes eran originarios de Khulna. Hoy en día, Khulna es una ciudad metropolitana con más de un millón de habitantes.
Aunque Khulna siempre ha sido una ciudad pacífica y agradable para vivir en ella, recientemente algunos grupos radicales han cometido algunos actos terroristas, incluyendo grupos de partidos comunistas prohibidos, haciendo que Khulna apareciera durante un tiempo en los periódicos de todo el país.